# Adamdighi
Adamdighi (en bengalí: আদমদিঘী) es una Upazila del distrito de Bogra de la división de Rajshahi, en Bangladés. El nombre de esta upazila viene de Adam's Dighi, que significa "El depósito de Adam". Adam fue un santo musulmán o dervish, conocido como Baba Adam (en bengalí:বাবা আদম).

## Bada Adam y el depósito
Baba Adam es muy popular entre los habitantes de la localidad, e inspira tanto respeto entre los hindúes como los musulmanes. De Baba Adam se dice que tuvo un contemporáneo del famoso Rani Bhawani de Natore, de quien se dice que, debido a sus magnánimas características, tuvo un depósito en el lugar que se lo dedicaron al santo fakir en honor a sus poderes sobrenaturales. Este depósito, que es el más grande, aún lleva el nombre del fakir como Adamdighi o "El depósito de Adam"

## Geografía
Adamdighi está ubicada en 24°26′N 89°06′E / 24.43, 89.10. Tiene 41495 casas y un área total de 168.83 km².

## Demografía
Según el censo de Bangladés de 1991, Adamdighi tiene una población de 170326 habitantes. Los hombres constituyen el 51.63% de la población, y las mujeres el 48.37%. Son 87264 los habitantes mayores de 18 años. Adamdighi tiene una tasa de alfabetización media del 34.4% (más de 7 años), y un promedio de alfabetización nacional del 32.4%.

## Administración
Adamdighi tiene 9 Distritos, 145 Mauzas o Mahallas y 179 aldeas.